# Jules a Jim
Jules a Jim (ve francouzském originále Jules et Jim) je francouzský film režiséra François Truffauta z roku 1962. Jde o drama a zásadní dílo francouzské nové vlny. Odehrává se před, během a po první světové válce a sleduje tragický milostný trojúhelník mezi francouzským bohémem Jimem (Henri Serre), jeho plachým rakouským přítelem Julesem (Oskar Werner) a Julesovou přítelkyní a pozdější manželkou Catherine (Jeanne Moreauová). 
Film je založen na částečně autobiografickém románu Henriho-Pierra Rochého z roku 1953, který popisuje jeho vztah s mladým spisovatelem Franzem Hesselem a Hesselovou manželkou Helen Grundovou. Truffaut byl i autorem adaptace knihy do filmového scénáře, spolu s Jeanem Gruaultem. Film se umístil na 46. místě v seznamu "100 nejlepších filmů světové kinematografie" časopisu Empire v roce 2010. 